# Бањско брдо
Бањско брдо је планина у југозападној Србији, налази се североисточно од Прибоја. У подножју Бањског брда, налази се туристичко лечилиште Прибојска бања. Планина се уздиже изнад Лима, и износи 1282м нв. Планина припада динарским масивима. Испод планине, пролази магистрала Прибој-Рутоши-Кокин брод.